# Ackermannstraße (München)
Die Ackermannstraße ist eine Innerortsstraße in den Stadtbezirken Schwabing-West (Nr. 4), Milbertshofen-Am Hart (Nr. 11) und Neuhausen-Nymphenburg (Nr. 9) von München.

## Verlauf
Die Straße führt in Verlängerung der Karl-Theodor-Straße an der Kreuzung mit der Schleißheimer Straße zunächst nach Westen und dann im Bogen nach Süden zur Schwere-Reiter-Straße, die den Hauptverkehr zum Leonrodplatz aufnimmt. Die Fortsetzung nach Südosten bildet die Infanteriestraße durch das frühere Militärviertel.

## Öffentlicher Verkehr
Das Südende der Straße wird durch die Trambahnlinie 12 erschlossen, das Ostende durch die Trambahnlinie 27 in der Schleißheimer Straße. Der Teilbereich zwischen der Schleißheimer Straße und dem Spiridon-Louis-Ring wird von der Stadtbuslinie 144 befahren.

## Namensgeber
Die Straße ist nach dem Journalisten Josef Ackermann, einem Verfolgten des NS-Regimes, Gründer und Herausgeber des Münchner Stadtanzeigers (1896 bis 1959), benannt.

## Geschichte
Die Ackermannstraße besteht aus zwei Teilbereichen:
- Der östliche Teilbereich der Straße war der frühere Verlauf der Bechsteinstraße von der Schleißheimer Straße den Klausingweg querend entlang der heutigen Gebäude Hausnummer 12 bis 18 über die Winzererstraße[2], entlang der 1937/39 gebauten Gebäude der heutigen Hausnummern 27 bis 31[3] bis zur Deidesheimer Straße. Ein Teil des damaligen Verlaufs im Bereich zwischen der Schleißheimer Straße und dem Klausingweg ist heute auf der Nordseite der Straße ein Weg, das ugs. früher den Namen „Kirchenwegerl“ trug. Ab 1968 wurde der heutige Straßenverlauf als Fortsetzung der Karl-Theodor-Straße bis zur Deidesheimer Straße und die Gebäude der Hausnummern 1 bis 7 gebaut. Die Gebäude der Hausnummern 11 und 13 wurden erst in den späten 1980er Jahren gebaut.
- Der Teilbereich des Straßenbogens zwischen der Deidesheimer Straße und der Schwere-Reiter-Straße wurde erst ab 1968 im Rahmen der Bauarbeiten zu den Olympischen Sommerspielen 1972 gebaut[4], dabei wurden Parzellen der Kleingartenanlage NW 30, die nördlich der Ackermannstraße und östlich der Winzererstraße liegt, verlegt. Auf einer Freifläche gegenüber dem Spirion-Luis-Ring, das (sicher) in den 1980er Jahren als Parkplatz für Busse bei Veranstaltungen im Olympiapark (z. B. Fußball) genutzt wurde, war auch der erste Standort des Theaterzelts Das Schloß. Im Rahmen der Umgestaltung des Kasernengeländes südlich der Ackermannstraße (Am Ackermannbogen) wurde das Theaterzelt in die Schwere-Reiter-Straße 15 verlegt und u. a. die Gebäude der Hausnummer 41 bis 49 ebenso wie die Gebäude von Hausnummer 81 bis 91 gebaut. Bei der Hausnummer 88, dem Haus an der Straßenbahn-Wendeschleife Infanterie-Straße/Olympiapark Süd, welches auch als Vereinsheim genutzt wird, befindet sich der Olmypia-Skatepark.

## Charakteristik

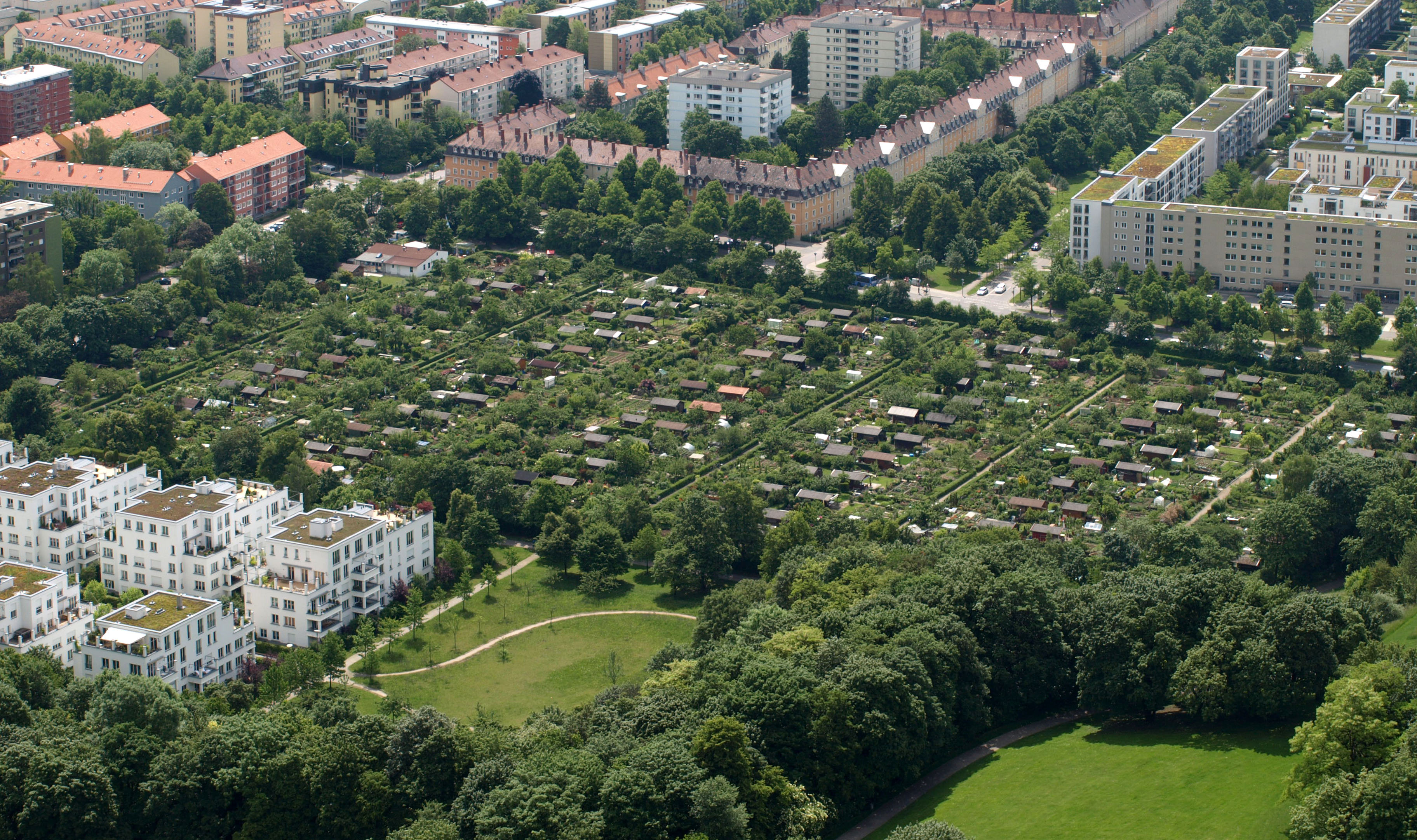
Kleingartenanlage NW 30 an der Ackermannstraße

Die Straße (überwiegend mit getrennten Richtungsfahrbahnen) ist ein Teil der Tangente 3 Nord, die durch das frühere Oberwiesenfeld vom Isarring über den Bonner Platz zum Leonrodplatz und weiter zur Landshuter Allee führt, und damit des in den 1960er Jahren ausgebauten Hauptstraßennetzes. Die auf ihrer Nordwestseite weitgehend unbebaute, von einer großen Kleingartenanlage und den Anlagen des Olympiaparks begleitete Straße trennt den Olympiapark mit dem Olympiaberg von dem Neubaugebiet (2002 bis 2016) des Am Ackermannbogens im Süden.

## Denkmalgeschützte Bauwerke
- u. a. Hauptsportstätten der XX. Olympischen Sommerspiele der Neuzeit 1972 (näher Liste der Baudenkmäler in Milbertshofen, Denkmalliste D-1-62-000-10462): Hier Landschaftsgarten im Bereich Olympiabergs/Olympiapark Süd[6]

## Öffentliche Einrichtungen
- Mittelschule an der Elisabeth-Kohn-Straße